# Oziornyj (obwód smoleński)
Oziornyj – osiedle typu miejskiego w Rosji, położone w obwodzie smoleńskim w rejonie duchowszczyńskim, 5,8 tys. mieszkańców (2010). Posiada status osiedla typu miejskiego od 1973 roku.